# Список пресмыкающихся Словакии
В этом списке приведены все виды пресмыкающихся, которые были зарегистрированы на территории Словакии, а также потенциально новый вид.
Подтверждено 13 видов (5 видов змей, 7 видов ящериц и один вид черепах), 10 родов, 7 семей и два ряда пресмыкающихся. Все являются автохтонными. Один вид — красноухая черепаха — является потенциальным новым интродуцированным видом для Словакии. Распространение и видовой статус ещё одной веретеницы — Anguis colchica — требует дальнейшего изучения.
Как и по всей Европе, рептилии испытывают сильное антропогенное воздействие. Среди основных проблем, которые уменьшают ареал пресмыкающихся, — урбанизация, потребности сельского хозяйства, строительство транспортных коммуникаций.

## Список

### Легенда
Теги, используемые для обозначения охранного статуса каждого вида по оценкам МСОП:
| EX | Extinction      | исчезнувшие                                    |
| EN | Endangered      | исчезающие                                     |
| VU | Vulnerable      | уязвимые                                       |
| NT | Near Threatened | находящиеся в состоянии, близком к угрожаемому |
| LC | Least Concern   | вызывающие наименьшие опасения                 |
| NE | Not Evaluated   | неоцененные                                    |

### Подтверждённые пресмыкающиеся
| Иллюстрация | Название                      | Биномиальное название | Автор таксона                        | Статус МСОП | Примечания | С.                          |
|             | Водяной уж                    | Natrix tessellata     | Laurenti, 1768                       | LC          | В водоёмах и вблизи них | [ 3 ] [ 4 ] [ 5 ]           |
|             | Восточная веретеница          | Anguis colchica       | Nordmann, 1840                       | -           | Распространение этого вида требует дальнейшего изучения. Словакия является одной из стран, где происходит контакт обоих видов (A. fragilis и A. colchica) | [ 1 ] [ 6 ]                 |
|             | Европейская болотная черепаха | Emys orbicularis      | Linnaeus, 1758                       | NT          | Обитает на востоке Словакии. Предпочитает болотные местности или водоёмы со слабым течением | [ 7 ] [ 8 ] [ 9 ]           |
|             | Европейский гологлаз          | Ablepharus kitaibelii | Bibron & Bory de Saint-Vincent, 1833 | LC          | Встречается в юго-восточной части страны у границы с Венгрией. Живёт в засушливых и скалистых биотопах между травы и листьев | [ 10 ] [ 11 ] [ 12 ]        |
|             | Живородящая ящерица           | Zootoca vivipara      | Lichstein, 1823                      | LC          | Обитает в горных регионах (Малые Карпаты, Большие и Малые Татры, Низкие Татры), в лесах, на лугах и болотах | [ 13 ] [ 14 ] [ 15 ]        |
|             | Зелёная ящерица               | Lacerta viridis       | Laurenti, 1768                       | LC          | Обитает в южной части страны вдоль линии Малые Карпаты — Братислава — Нитра — Грон. Любит тёплые лесные, кустарниковые или песчаные участки, известняковые обнажения, опушки леса, пастбища                                                                                             | [ 16 ] [ 17 ] [ 18 ]        |
|             | Ломкая веретеница             | Anguis fragilis       | Linnaues, 1758                       | LC          | Встречается по всей стране. Живёт практически во всех типах биотопов от лесов до лугов, и на разных высотах — от гор и возвышенностей до равнин | [ 19 ] [ 20 ]               |
|             | Обыкновенная гадюка           | Vipera berus          | Linnaues, 1758                       | LC          | Встречается во многих горных местностях страны. Обычно на высоте 400—600 м, однако может встречаться на высоте до 2000 м. Проживает в различных солнечных и влажных биотопах: в лесах и на опушках леса, на горных лугах и лесных полянах, среди кустарников, на пустошах и на вырубках | [ 21 ] [ 22 ] [ 23 ]        |
|             | Обыкновенная медянка          | Coronella austriaca   | Laurenti, 1768                       | LC          | Преимущественно в районах Нитры, Филяково, бассейн Грозда, Словацкий Карст. Любит открытые засушливые участки или каменистые места. Также встречается на тёплых берегах рек | [ 24 ] [ 25 ] [ 26 ]        |
|             | Обыкновенная стенная ящерица  | Podarcis muralis      | Laurenti, 1768                       | LC          | Встречается преимущественно в горных регионах страны. Предпочитает каменистые и скалистые биотопы. Иногда встречается в заброшенных каменных сооружениях | [ 27 ] [ 28 ] [ 29 ]        |
|             | Обыкновенный уж               | Natrix natrix         | Linnaues, 1758                       | LC          | Встречается на территории всей страны, преимущественно вблизи водоёмов и в болотных местностях | [ 30 ] [ 31 ] [ 32 ]        |
|             | Прыткая ящерица               | Lacerta agilis        | Linnaues, 1758                       | LC          | Встречается на территории всей страны, но многочисленные популяции расположены на западе. Предпочитает засушливые биотопы: кустарники, пустоши, карьеры. Также встречается на опушках леса и лугах                                                                                      | [ 33 ] [ 34 ] [ 35 ]        |
|             | Эскулапов полоз               | Zamenis longissimus   | Laurenti, 1768                       | LC          | Преимущественно встречается в районах Малых Карпат, Вигорлат, Словацкого Карста, Крупинской Планины. Обитает в различных биотопах (леса, луга, опушки леса) | [ 36 ] [ 37 ] [ 38 ] [ 39 ] |

### Потенциально новые виды
| Иллюстрация | Название            | Биномиальное название | Автор таксона                   | Статус МСОП | Примечания | С.            |
|             | Красноухая черепаха | Trachemys scripta     | Thunberg, 1792 и Schoepff, 1792 | LC          | Потенциально новый вид, несмотря на частые местонахождения в дикой природе. Отдельные местонахождения вблизи озёр и болотистых местностей по всей стране. | [ 40 ] [ 41 ] |